# Церква Святого Миколи Чудотворця (Ізки)
Церква Святого Миколи Чудотворця — дерев'яна церква, яка знаходиться у селі Ізки, Міжгірського району, Закарпатської області. Церква являє собою класичний взірець «верховинського бароко» та становить собою найбільший за розмірами храм з так званих пам'ятників межигірської групи, пам'ятка архітектури національного значення (об’єкт культурної спадщини національного значення № 070029/1).

## Архітектура
Храм Миколи в Ізках найбільший за розмірами з-поміж усіх пам'ятників межигірської групи. У нього напрочуд вдало знайдені пропорції об'єму і особливо ритм арок галереї-ґанку з шістьма різьбленими стовпчиками і низенькою аркадою на другому ярусі бабинця. Завдяки тому, що верхні арки менше півкола, вони здаються ніби затиснуті опасанням і карнизом покрівлі храму. Обрізи кронштейнів, що підтримують опасання і покрівлю ґанку, а також кінці колод арки-вирізу з'єднують бабинець з навою, зроблені рукою талановитого майстра.
Первісно церкву було збудовано із смерекових брусів у бойківському стилі з трьома верхами. На це вказують певні елементи всередині споруди. Сьогодні церква є класичним взірцем «верховинського бароко». З досконалим смаком і відчуттям пропорцій скомпоновано об'єми нави, вівтаря і високої вежі зі струнким, чітко розробленим на яруси завершенням. Опасання спирається на цікаво профільовані випуски брусів, гарна аркада ґанку зараз схована за дощаними стінами.
Кутові з'єднання смерекових брусів зроблені врубками в простий замок з двостороннім вирізом і прямим потайним шипом. Покрита гонтом. До центрального прямокутного зрубу із заходу і сходу прилягають більш вузькі прямокутні зруби. До західної стіни бабинця прибудована ажурна двох'ярусна галерея. Аркада верхнього ярусу галереї обходить бабинець з трьох сторін. Коробовий звід нави і плоске перекриття бабинця накриті високим дахом. Над бабинцем здіймається квадратна каркасна дзвіниця, розділена карнизом на дві частини, у верхній частині з чотирьох сторін розташовані декоративні циферблати. Вежа увінчана багатоярусним бароковим завершенням.
На північний захід від церкви побудована висока, триярусна, квадратна, каркасна дзвіниця. Піддашшя дзвіниці плавно переходить у вертикальний обсяг другого ярусу, декорованого у верхній частині вузьким арочним пояском. У третьому ярусі прорізані прямокутні отвори, що закриваються віконницями. Дзвіниця покрита чотирьохскатним шатровим дахом з заломом. Нижній ярус дзвіниці зашитий дошками, другий — покритий гонтом.
У досить високої дзвіниці використані окремі елементи древніх оборонних веж, але у декоративному трактуванні. Її нижній ярус завершений дуже широким опасанням з покрівлею м'яких контурів, яка плавно переходить у вертикальний обсяг другого ярусу, де по верху проходить пояс невеликих бійниць-арок. Третій невисокий ярус дзвіниці увінчаний пірамідальним верхом з одним заломом, як в бойківських храмах. Масив цієї споруди простий, членування ясні, а маленькі бійниці-арочки в завершенні другого ярусу контрастно відтіняють його великі форми, завдяки чому вона набуває монументальне вираження.

## Історія
У 1751 році в Ізках були три дерев'яні церкви, а Миколаївська у цей період ремонтувалась, отже, була збудована принаймні на початку XVIII століття або й давніше. 1798 рік є роком перебудови церкви.
Результати натурних досліджень дозволяють припустити, що церква збудована у XVII столітті, від цього періоду збереглися основні зруби стін, нижні вінці зрубів і верхів і інші сліди перебудов. При перебудові церква набула сучасного вигляду.
У храмі зберігається чудова ікона Богородиці, названа видатним мистецтвознавцем Григорієм Логвином «Закарпатською мадонною». На жаль, весь старий живопис храму нещадно замальовано заблукалими «художниками». Збережено зразки народного різьбарства — іконостас XVIII століття, свічники, дерев'яну люстру. Різні написи донесли до нас імена людей, причетних до облаштування церкви: ікони празникового ряду «помалював священник ієрей Максим Марусинич», ікону Тайної Вечері «справив ієрей Григорій Лучинець… 25 вересня 1730 року», ікону Богоматері купив «Петро Келечинський… за своє відпущення гріхів», ікону св. Миколи «справив» священник ієрей Петро Криванич з родиною.
В радянські часи церква охоронялась як пам'ятка архітектури Української РСР (№ 215). В 2018 році церква визнана об'єктом культурної спадщини національного значення, який внесено до Державного реєстру нерухомих пам'яток України (№ 070029).
Біля церкви стоїть дерев'яна дзвіниця архаїчної форми і рідкісних пропорцій. Це єдина в Закарпатті дзвіниця такого типу — вся спрямована догори, вона ніби підтримує легкий вертикальний злет вежі церкви. Споруда — каркасна, широка основа переходить вище опасання у високий стрункий об'єм. Голосницями служать вікна з віконницями, а також низенька аркада. Художньо бездоганно вирішено шатровий дах дзвіниці з одним заломом. Про дзвіницю, як і про церкву, дбають як уміють, поступово збільшуючи кількість бляхи на ній. Вежа церкви також вкрита металом. Однак улітку 2005 року зусиллями громади дахи отримали нове ґонтове покриття.
Храм в Ізках є своєрідним музеєм українського мистецтва XVI—XIX століття. У ньому зберігається багато першокласних творів іконопису і прикладного мистецтва. Ікона «Богоматір Одигітрія з пророками» належить до вершин українського живопису XVI століття написана всього лише білилами, сажею, жовтою і червоною охрою, вона створює дивовижне враження вишуканістю свого колориту. Її сміливо можна назвати «Закарпатською мадонною», бо тут майстер дав свою інтерпретацію образу Марії. Вона не успадковує ні строгого ієратичного типу Богоматері «Одигітрія», ні ліричному «Розчулення». Художник пише молоду матір з немовлям на руках так, як в «Одигітрії», але надає їй іншу позу: вона злегка схилила голову до дитини. Однією рукою Марія підтримує дитя, а в іншій тримає гілочку бузку. Сіро-синій мафорій, написаний тільки сажею і білилами, оздоблює охристо-рожевий лик Богоматері. У неї чудовий овал обличчя з м'яким вузьким підборіддям і дуже широким чолом. На обличчі, модульованим лише чорною лінією і легкими півтонами охристо-рожевого кольору, на якому ледве помітні червоні уста, виділяються неймовірно великі чорні очі з величезними зіницями. Її погляд з вираженням безмежної печалі спрямований немов би в себе. У цій іконі художник зумів відбити не тільки страждання українських дружин і матерів, їх любов, ніжність і вірність, але й печаль і горе всіх матерів, зумів створити піднесений і поетичний образ.
Живопис іконостасу, який відноситься до кінця XVIII століття, належить майстру незвичайного темпераменту, який володіє великим декоративним чуттям, монументаліст за своїм складом. Широка манера письма виявляє в ньому вродженого майстра фрески. Він любить типаж з широкими відкритими лобами, з великими очима, фігури струнких пропорцій. Його образи народні, українські, виконані з високою гідністю, внутрішньою зосередженістю і величчю.